# Daniel Falasca
Daniel Falasca (Humboldt, 23 de diciembre de 1957) es un contrabajista argentino dedicado especialmente al tango y a su vez a la música clásica.

## Historia
Daniel Falasca se introdujo a la música de la mano de su padre Ado (sastre y cantor melódico que actuaba en dúos y que llegó a tener su propio conjunto musical), comenzó desempeñándose con el bajo eléctrico en el grupo musical que estaba integrado entre otros por su hermano Ado (pianista) y su hermana Rosanna Falasca (cantante).
Ya establecido en Buenos Aires, realizó sus estudios de contrabajo en el Conservatorio Municipal «Manuel de Falla» con los maestros Hamlet Greco y Ricardo Planas.
Formó parte entre 1980 y 1982 de la Orquesta de Cámara Juvenil de Radio Nacional.
En 1985 ingresa por concurso en la Orquesta de Cámara Mayo ocupando el atril de Suplente de solista hasta 1999. Con dicho organismo realizó numerosas actuaciones que incluyeron giras por Estados Unidos, Suiza, Puerto Rico y México.
Desplegó su actividad camerística formando parte de diversos conjuntos en los que tuvo actuación solista.
Actualmente y desde 1986 es integrante de la Orquesta Filarmónica de Buenos Aires, puesto que obtuvo por concurso.
Paralelamente ha desarrollado una intensa actividad dentro del campo de la música popular, especialmente en el género Tango, realizando actuaciones y grabaciones con los maestros Antonio Agri, Osvaldo Berlingieri, Leopoldo Federico y Pablo Mainetti, entre otros.
A principios del corriente año realizó una gira por Francia con el reconocido bailarín Julio Bocca, ofreciendo el espectáculo Bocca Tango. Ha participado en la grabación de los CD Cantora I y Cantora II, de Mercedes Sosa.
Actualmente y desde su formación en 1996 integra el Quinteto Fernando Suárez Paz y también el Agri-Zarate-Falasca Trío con el cual ha grabado el CD Prepárense, que fue presentado con éxito en Europa.
También se ha presentado ocasionalmente con el Sexteto Mayor y ha organizado el homenaje a Osvaldo Berlingieri con quien se presentó por última vez en el Torquato Tasso.
Ha desarrollado su profesión con reconocidos intérpretes de la música, como Joan Manuel Serrat y Susana Rinaldi. Ha realizado giras por el mundo incluyendo países como Estados Unidos, Suiza, España, Grecia, Francia, Puerto Rico, México, Colombia, Brasil, Uruguay, China, Japón, entre otros.